# Kaple svaté Veroniky (Babice)
Kaple svaté Veroniky je kaple v Babicích. Nachází se na západním okraji lesa Syček, nedaleko od obce.

## Historie
Kaple byla postavena v roce 1805, s její stavbou je spojena pověst o tom, kterak pramen, který vyvěrá nedaleko kaple, navrátil zrak francouzskému vojákovi, který se s plukem ubytoval na území obce. Měl být akademickým malířem a tak slíbil za navrácení zraku namalovat obraz, který chtěl umístit na místo, kde se mu navrátil zrak. Napoleon, jako vrchní velitel, svolil vojákovi, aby zůstal delší dobu v Babicích a mohl domalovat obraz. Ihned po svolení se občané Babic dohodli, že postaví na místě dřevěnou kapličku, do které namalovaný obraz umístí. Obraz i kaple byly dokončeny do týdne a později byla kaple vysvěcena farářem P. Schnirkem. Později pak mělo dojít k dalším zázračným uzdravením zraku z vody blízkého pramene, mezi uzdravenými byl třeba Otto Albert Tichý nebo dívka z Lesonic či paní z Krasonic.
V roce 1847 byla kaple přestavěna na zděnou. Pod obraz sv. Veroniky byl také umístěn podstavec. Autorem soch ve zděné kapli by měl být František Bílek.
Během druhé světové války se v krytech nedaleko kapličky schovávaly ženy a děti z Babic, spojkou mezi schovanými a ostatními občany Babic byl Josef Hrůza.
Kaple byla spolu se studánkou v roce 2012 rekonstruována a v roce 2013 se studánka zúčastnila soutěže Studánka Vysočiny. Tuto soutěž studánka vyhrála. V roce 2018 poklesla hladina spodní vody a voda ze studánky přestala vyvěrat. V červenci a srpnu roku 2019 tak došlo k úpravám studánky tak, aby voda opět začala vyvěrat.